# Жигалко Сергій Йосипович
 Сергі́й Йо́сипович Жи́галко (нар. 6 жовтня 1902 року, м. Бориспіль, нині в Київській області — розстріляний 21 червня 1938 на Далекому Сході СРСР) — український письменник, прозаїк. Репресований радянською владою.

## Біографія
Народився в селянській родині. Навчався в Борисполі в українській гімназії ім. Павла Чубинського (за більшовицького режиму її перейменували на «соціально-економічну школу»). Вступив на літературно-лінгвістичний факультет Київського інституту народної освіти, який не закінчив, залишивши навчання через хворобу 1925 року (за іншими даними, не підтвердженими матеріалами архівної справи НКВС, здобув вищу освіту 1926 р.).
Позапартійний. Неодружений. Член літературної спілки «Гарт», згодом — Всеукраїнської спілки пролетарських письменників. Друкувався в київській газеті «Більшовик», журналах «Глобус», «Гарт», «Червоний шлях», «Всесвіт». Серед близьких духом літераторів — Микола Хвильовий, Григорій Косинка, приятелював з Максимом Рильським.
Жив і працював у Києві, виїздив у творчі відрядження по Україні; кілька місяців 1933 року був також літпрацівником багатотиражної газети «Мартен» на київському заводі «Більшовик».
Заарештований 8 січня 1935-го за сфабрикованими звинуваченнями в контрреволюційній націоналістичній діяльності (ст. 54-11 з санкції ст. 54-8 КК УСРР). Під час обшуку в письменника вилучили «націоналістичні» книжки, зокрема з історії України Михайла Грушевського, Сергія Єфремова. Під час слідства тримали арештованого в Київському бупрі. Винним себе С. Жигалко не визнав. Постановою Окремої наради при НКВС СРСР від 26 квітня 1935 року дістав 5 років ув'язнення у виправно-трудовому таборі й був відправлений до Сибіру. Згодом покарання відбував на Далекому Сході СРСР. У період Великого терору вдруге репресований (за ст. 58-10 КК РРФСР): рішення трійки УНКВС по Далекосхідному краю від 26 березня 1938 року — розстріл. Страчений 21 червня 1938-го, імовірно, в Хабаровському краї. Реабілітований Військовим трибуналом Київського військового округу (1959).

## Творчість
У перших оповіданнях, написаних під впливом прози Михайла Коцюбинського та Миколи Хвильового, реалістично відтворив життя робітників і селян 1920-х років. У наступних (збірка «Єдиний постріл», К., 1927) — соціальні контрасти, бездуховність міщанства, злиденність життя люмпен-пролетаріату в роки непу.
Автор повістей на морально-етичні теми «У ночі» (журнал «Червоний шлях», 1929, № 1), «Липовий цвіт» (Х.; К., 1930), «Тіні в завулках» (К., 1930) та десятків оповідань, опублікованих у періодиці. Автор неопублікованих романів «Земля» і «Ванда» (рукописи цих творів згодом втрачено — вочевидь, знищено).

## Твори
- «Тумба», «Всесвіт», № 8, (1925)
- «Мокриця» (1927).
- «Спи» (1927).
- «Єдиний Постріл» (1927).
- «Коло» (1927).
- «По Щастя» (1927).
- «Фікція» (1927).